# Bommenahalli.S, Kadur
Bommenahalli.S là một làng thuộc tehsil Kadur, huyện Chikmagalur, bang Karnataka, Ấn Độ.